# 1953 en Saskatchewan
Chronologie de la Saskatchewan
- 1949
- 1950
- 1951
- 1952
- 1953
- 1954
- 1955
- 1956
- 1957

Cette page concerne des événements d'actualité qui se sont produits durant l'année 1953 dans la province canadienne de la Saskatchewan.

## Politique
- Premier ministre : Tommy Douglas
- Chef de l'Opposition :
- Lieutenant-gouverneur : William John Patterson
- Législature :

## Naissances

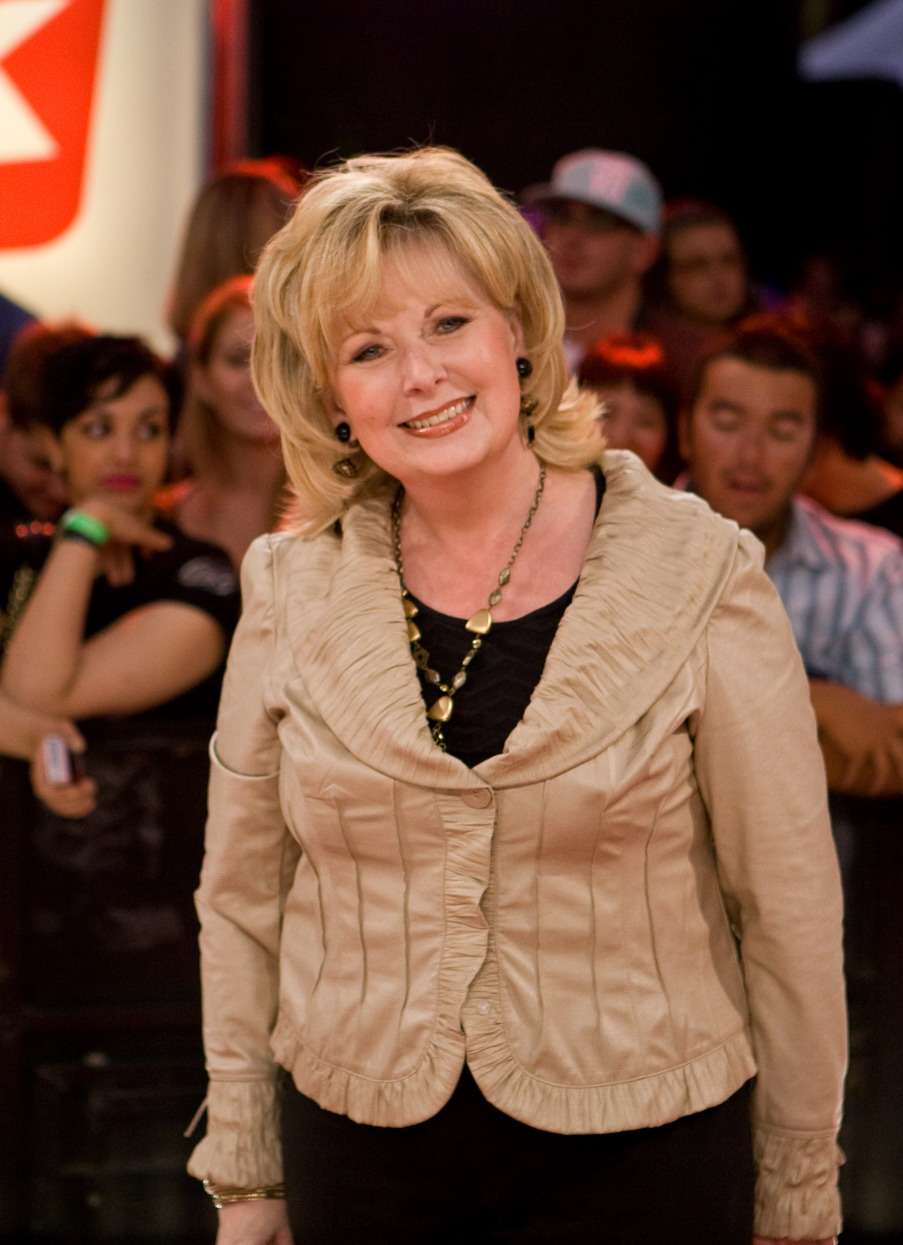
Pamela Wallin

- 24 mars : Lynne Yelich (née Zdunich, à Saskatoon) est une femme politique canadienne ; elle est actuellement députée à la Chambre des communes du Canada, représentant la circonscription saskatchewanaise de Blackstrap sous la bannière du Parti conservateur du Canada.
- 10 avril : 
  - Pamela Wallin (née à Wadena) est une journaliste et une animatrice de télévision canadienne. Elle est célèbre pour son émission de télévision Pamela Wallin Live.
  - Alfred John Rogers (né à Paradise Hills) est un joueur professionnel de hockey sur glace canadien[1].